# 西川真音
西川 真音（にしかわ まおと、1979年 - ）は、フリーのシナリオライター。

## プロフィール
本名同じ。東京都新宿区出身。東京都立目黒高等学校、バンタン電脳情報学院(シナリオライター専攻)卒業。同学院在籍時、3年次に全バンタンの学祭で優秀者(学年で2人)に贈られる賞金を手にし、4年次からは講師の助手(アルバイト)や、その縁でゲームの仕事に携わっていた折りに「シナリオライターズQ'tron(キュートロン)」の長井知佳(ながい ともよし)と知り合い、Q'tronの活動に参加。
2004年からフリーとして活動。工画堂スタジオが制作したwebノベルのゲーム化作品「羊の方舟」がフリーとしての第1作となる。

## 主なゲームおよび担当したシナリオ
- Memories Off 2nd(KID) 2001年9月27日発売 (相摩希)
- My Merry May(KID) 2002年4月25日発売 (レゥ/リース/たえ/みさお)
- erde(エルデ) 〜ネズの樹の下で〜(KID) 2002年12月17日発売 (ヨーコ/リオウ/エナ)
- My Merry Maybe(KID) 2003年4月24日発売 (リース/鏡/穂乃香)
- シンフォニック=レイン(工画堂スタジオ) 2004年3月26日発売 (全キャラクター)
- 羊の方舟(工画堂スタジオ) 2005年8月12日発売 (全キャラクター)
- 追放選挙(日本一ソフトウェア) 2017年4月27日発売 (シナリオ)
- スターメロディー ユメミドリーマー(工画堂スタジオ) 2022年1月21日発売 (シナリオ監修[1])

## 小説
『零と羊飼い』（一迅社文庫）2008年5月20日一迅社文庫創刊第一弾として、『羊の方舟』のリメイク小説発売　

## 係累
兄の西川響は2008年にコロムビアのインディーズレーベルから『ユトリロン』の名でデビューしたミュージシャン。父は1970年代のロックバンド『カルメン・マキ＆OZ』等のドラマー。母は画廊を営む。